# N717 (België)
De N717 is een gewestweg in de Belgische provincie Limburg. Deze weg vormt de verbinding tussen Beringen en Herk-de-Stad.
Nabij de plaats Schulen wordt de N717 onderbroken door de N717c.
De totale lengte van de N717, inclusief N717c (1,9 kilometer), bedraagt 12,5 kilometer.

## Plaatsen langs de N717
- Beringen
- Lummen
- Schulen
- Herk-de-Stad

## Aftakkingen

### N717a
De N717a is een aftakking van de N717 nabij Beringen. De 400 meter lange route begint onder het viaduct van de N29 in het verlengde van de N29a en gaat over de Vaartstraat en Oude Lummenseweg om vervolgens aan te sluiten op de N717.

### N717b
De N717b is een 1 kilometer lange route door Lummen heen. De route gaat over de Lindekensveld en Dokter Vanderhoeydonckstraat en sluit zowel aan het begin als op het eind aan op de N717. Op het eind gaat de weg vervolgens over op de N725.

### N717c
De N717c is een onderdeel van de N717 nabij en in de plaats Schulen. De N717 gaat direct na de rivier Demer naadloos over op de N717c. Op de Kiezelweg ter hoogte van huisnummer 112 gaat de N717c weer naadloos over op de N717. De route heeft een lengte van ongeveer 1,9 kilometer.